# O Clássico
Con il termine O Clássico, nel mondo del calcio, si fa riferimento alla partita tra le due squadre più titolate del Portogallo, il Benfica di Lisbona e il Porto della città omonima. Sebbene questo termine si usi, in qualche caso sporadico, per designare il derby di Lisbona (tra Benfica e Sporting CP), dagli anni '80 del XX secolo, dopo l'affermazione internazionale del Porto, si utilizza sempre di più per questo incontro.
Il Benfica è la squadra più titolata a livello nazionale, avendo vinto 38 campionati, 26 Coppe di Portogallo, 3 Campionati portoghesi in formato coppa, 8 Coppe di lega portoghesi e 9 Supercoppe di Portogallo (oltre ad un'edizione non ufficiale), contro i 30 campionati, le 20 coppe nazionali, 4 Campionati portoghesi in formato coppa, 1 coppa di lega portoghese e le 24 supercoppe nazionali vinte dai draghi di Porto, mentre il Porto è la più titolata a livello internazionale (vanta 2 Champions League, 2 Europa League, una Supercoppa UEFA e 2 Coppe Intercontinentali, contro le 2 Coppe dei Campioni delle aquile di Lisbona).

## Confronto tra i palmarès
Non è inclusa la Coppa Latina vinta dal Benfica.
| Competizioni internazionali                | Benfica | Porto |
| ------------------------------------------ | ------- | ----- |
| Coppa dei Campioni / UEFA Champions League | 2       | 2     |
| Coppa UEFA / UEFA Europa League            | 0       | 2     |
| Supercoppa europea                         | 0       | 1     |
| Coppa Intercontinentale                    | 0       | 2     |
| Competizioni nazionali                     | Benfica | Porto |
| Campionato portoghese                      | 38      | 30    |
| Coppa di Portogallo                        | 26      | 20    |
| Campionato portoghese in formato coppa     | 3       | 4     |
| Coppa di Lega portoghese                   | 8       | 1     |
| Supercoppa di Portogallo                   | 9       | 24    |
| Totale                                     | 86      | 86    |

## Risultati

### Campionato
Le partite elencate di seguito riguardano la sola Primeira Liga. La squadra indicata in grassetto è la squadra vincitrice. Il risultato fa riferimento al finale e al parziale dopo il primo tempo (tra parentesi). Nella colonna dei gol sono indicati il marcatore e il minuto della marcatura.
| #   | Data       | G.  | Casa    | Trasferta | Risultato | Gol (casa) | Gol (trasferta)                                            |
| --- | ---------- | --- | ------- | --------- | --------- | --- | ---------------------------------------------------------- |
| 1   | 03/02/1935 | N/A | Porto   | Benfica   | 2 - 1     | Carneiro (15), Pinga (60)                                                                                           | Valadas (62)                                               |
| 2   | 24/03/1935 | N/A | Benfica | Porto     | 3 - 0     | Gaspar Pinto (32), Rogério (43), V. Silva (75)                                                                      |                                                            |
| 3   | 02/02/1936 | N/A | Porto   | Benfica   | 2 - 2     | Castro (22), Pinga (rig. 43)                                                                                        | Xavier (7), V. Silva (15)                                  |
| 4   | 05/04/1936 | N/A | Benfica | Porto     | 5 - 1     | Pinga (12, rig. 30), V. Silva (14, 25), Xavier (87)                                                                 | Santos (75)                                                |
| 5   | 07/03/1937 | N/A | Porto   | Benfica   | 2 - 1     | Pinga (38), Santos (65)                                                                                             | Espírito Santo (19)                                        |
| 6   | 02/05/1937 | N/A | Benfica | Porto     | 6 - 0     | Ernesto Santos (aut. 1), Valadas (25), Espírito Santo (26), Xavier (45), Rogério (84), Nova (aut. 88)               |                                                            |
| 7   | 20/02/1938 | N/A | Benfica | Porto     | 3 - 1     | Rogério (47), Espírito Santo (70), Valadas (72)                                                                     | Costuras (40)                                              |
| 8   | 10/04/1938 | N/A | Porto   | Benfica   | 2 - 2     | Costuras (22), Â. Silva (52)                                                                                        | Rogério (46), Valadas (64)                                 |
| 9   | 05/03/1939 | N/A | Benfica | Porto     | 4 - 1     | Gaspar Pinto (rig. 25), A. Brito (44), Augusto Duarte (59), Espírito Santo (60)                                     | Pinga (30)                                                 |
| 10  | 23/04/1939 | N/A | Porto   | Benfica   | 3 - 3     | Santos (2, 61), Costuras (44)                                                                                       | Rogério (7), A. Brito (47, 62)                             |
| 11  | 17/03/1940 | N/A | Porto   | Benfica   | 4 - 2     | Santos (31), Kodrnja (rig. 44, 80), Gomes da Costa (76)                                                             | Lourenço (60), Rodrigues (75)                              |
| 12  | 19/05/1940 | N/A | Benfica | Porto     | 2 - 3     | Semilhas (45, 87)                                                                                                   | Pinga (22, 73), Kodrnja (29)                               |
| 13  | 26/01/1941 | N/A | Benfica | Porto     | 3 - 2     | Espírito Santo (24), Pires (47), Valadas (50)                                                                       | Kodrnja (20), Santos (63)                                  |
| 14  | 30/03/1941 | N/A | Porto   | Benfica   | 5 - 2     | Pratas (6, 16, 46), Kodrnja (35), Petrak (76)                                                                       | Semilhas (38, 54)                                          |
| 15  | 22/02/1942 | N/A | Porto   | Benfica   | 4 - 1     | Dias (13, 30, 42), Santos (61)                                                                                      | Rodrigues (89)                                             |
| 16  | 10/05/1942 | N/A | Benfica | Porto     | 5 - 1     | Rodrigues (7, rig. 43), M. Costa (20), Semilhas (47), Valadas (77)                                                  | Pratas (62)                                                |
| 17  | 07/02/1943 | N/A | Benfica | Porto     | 12 - 2    | Valadas (5, 31), Julinho (39, 55, 60, 61, 75), M. Costa (rig. 44, 58), Pais (aut. 46), Ferreira (77), Semilhas (85) | Póvoas (48), Araújo (67)                                   |
| 18  | 11/04/1943 | N/A | Porto   | Benfica   | 2 - 4     | Pratas (43), Gomes da Costa (65)                                                                                    | Julinho (23), Julinho (rig. 60, rig. 85), Nelo Barros (64) |
| 19  | 26/12/1943 | N/A | Porto   | Benfica   | 2 - 2     | Pinga (15), José Lourenço (48)                                                                                      | Valadas (75), Julinho (77)                                 |
| 20  | 27/02/1944 | N/A | Benfica | Porto     | 6 - 3     | M. Costa (15, rig. 82), Semilhas (30, 62), Julinho (32), Pipi (40)                                                  | Dias (3, 59), Araújo (33)                                  |
| 21  | 31/12/1944 | N/A | Porto   | Benfica   | 4 - 3     | Catolino (1, 28), Araújo (68, 76)                                                                                   | Espírito Santo (40), Semilhas (65), Pipi (69)              |
| 22  | 18/03/1945 | N/A | Benfica | Porto     | 7 - 2     | Pipi (21), Mário Rui (28), Guilhar (aut. 40), Espírito Santo (72), Arsénio (78), Semilhas (81, 86)                  | Araújo (63, 80)                                            |
| 23  | 30/12/1945 | N/A | Benfica | Porto     | 4 - 0     | Arsénio (26, 29), Guilhar (aut. 31), Mário Rui (68)                                                                 |                                                            |
| 24  | 31/03/1946 | N/A | Porto   | Benfica   | 0 - 2     | | Ferreira (17), Pipi (25)                                   |
| 25  | 24/11/1946 | N/A | Porto   | Benfica   | 3 - 2     | Octaviano (34), Dias (48, 60)                                                                                       | Pipi (15, 53)                                              |
| 26  | 30/03/1947 | N/A | Benfica | Porto     | 4 - 0     | Espírito Santo (8), Julinho (70, 81), Pipi (76)                                                                     |                                                            |
| 27  | 28/12/1947 | N/A | Benfica | Porto     | 4 - 1     | Melão (41), Arsénio (rig. 63), Julinho (81), Espírito Santo (83)                                                    | Araújo (69)                                                |
| 28  | 04/04/1948 | N/A | Porto   | Benfica   | 0 - 2     | Pipi (21) | Melão (62)                                                 |
| 29  | 24/10/1948 | N/A | Benfica | Porto     | 1 - 1     | Espírito Santo (46)                                                                                                 | Fandiño (rig. 68)                                          |
| 30  | 30/01/1949 | N/A | Porto   | Benfica   | 4 - 3     | Vital (2, 81), Araújo (22), Lino (77)                                                                               | Arsénio (4), Melão (26), Rosário (53)                      |
| 31  | 25/12/1949 | N/A | Porto   | Benfica   | 0 - 1     | | Julinho (25)                                               |
| 32  | 30/04/1950 | N/A | Benfica | Porto     | 3 - 2     | Pipi (28), Pascoal (81, 85)                                                                                         | Vital (35, 87)                                             |
| 33  | 08/10/1950 | N/A | Porto   | Benfica   | 5 - 2     | Nelo (35), Monteiro da Costa (47, 72), Vital (57, 64)                                                               | J. Águas (36, 85)                                          |
| 34  | 14/10/1951 | N/A | Benfica | Porto     | 0 - 2     | | Monteiro da Costa (23, 41)                                 |
| 35  | 16/12/1951 | N/A | Porto   | Benfica   | 3 - 0     | Vieira (7, 44, 56)                                                                                                  |                                                            |
| 36  | 06/04/1952 | N/A | Benfica | Porto     | 2 - 0     | J. Águas (52, 65)                                                                                                   |                                                            |
| 37  | 02/11/1952 | N/A | Porto   | Benfica   | 2 - 1     | Diamantino (33), Monteiro da Costa (77)                                                                             | J. Águas (32)                                              |
| 38  | 01/03/1953 | N/A | Benfica | Porto     | 2 - 1     | Rosário (8), Caiado (59)                                                                                            | Pedroto (87)                                               |
| 39  | 09/05/1954 | N/A | Benfica | Porto     | 2 - 2     | Gato (69), J. Águas (85)                                                                                            | Porcel (44), Teixeira (67)                                 |
| 40  | 01/10/1954 | N/A | Porto   | Benfica   | 5 - 3     | Teixeira (30), Monteiro da Costa (39, 57), Hernâni (48, 54)                                                         | Arsénio (60), Rosa (64, 67)                                |
| 41  | 14/11/1954 | N/A | Benfica | Porto     | 1 - 0     | J. Águas (63) |                                                            |
| 42  | 20/03/1955 | N/A | Porto   | Benfica   | 3 - 0     | Monteiro da Costa (15, 62), José Maria (60)                                                                         |                                                            |
| 43  | 06/11/1955 | N/A | Porto   | Benfica   | 3 - 0     | Gastão (1), Jaburú (23), Teixeira (77)                                                                              |                                                            |
| 44  | 04/03/1956 | N/A | Benfica | Porto     | 1 - 1     | J. Águas (76) | Teixeira (31)                                              |
| 45  | 07/10/1956 | N/A | Benfica | Porto     | 3 - 2     | Isidro (2), J. Águas (rig. 47), Palmeiro (72)                                                                       | Hernâni (rig. 25, 88)                                      |
| 46  | 06/01/1957 | N/A | Porto   | Benfica   | 3 - 0     | Jaburú (22), José Maria (59), Hernâni (90)                                                                          |                                                            |
| 47  | 13/10/1957 | N/A | Porto   | Benfica   | 1 - 0     | Monteiro da Costa (rig. 52)                                                                                         |                                                            |
| 48  | 19/01/1958 | N/A | Benfica | Porto     | 2 - 3     | J. Águas (43, 83)                                                                                                   | Teixeira (7), Carlos Duarte (47), Hernâni (50)             |
| 49  | 10/11/1958 | N/A | Porto   | Benfica   | 0 - 0     | |                                                            |
| 50  | 22/02/1959 | N/A | Benfica | Porto     | 1 - 1     | Salvador (34) | Teixeira (9)                                               |
| 51  | 06/12/1959 | N/A | Benfica | Porto     | 2 - 1     | J. Águas (19, 78)                                                                                                   | Humaitá (54)                                               |
| 52  | 03/04/1960 | N/A | Porto   | Benfica   | 2 - 2     | Luís Roberto (86), Humaitá (90)                                                                                     | Cavém (11), Mário João (85)                                |
| 53  | 11/12/1960 | N/A | Benfica | Porto     | 2 - 0     | J. Águas (21, 59)                                                                                                   |                                                            |
| 54  | 30/04/1961 | N/A | Porto   | Benfica   | 3 - 2     | Noé (32, 50), Hernâni (rig. 75)                                                                                     | António Mendes (12, 22)                                    |
| 44  | 03/12/1961 | N/A | Porto   | Benfica   | 2 - 1     | Veríssimo (10), Jaime (77)                                                                                          | J. Águas (5)                                               |
| 56  | 01/04/1962 | N/A | Benfica | Porto     | 1 - 1     | J. Águas (57) | Veríssimo (18)                                             |
| 57  | 18/11/1962 | 4   | Benfica | Porto     | 1 - 2     | Eusébio (79) | Veríssimo (27, 60)                                         |
| 58  | 24/02/1963 | 17  | Porto   | Benfica   | 1 - 2     | Veríssimo (29) | Simões (11), Eusébio (rig. 53)                             |
| 59  | 24/11/1963 | 6   | Benfica | Porto     | 2 - 2     | Santana (42, 46) | Carlos Duarte (41), Jaime (60)                             |
| 60  | 23/02/1964 | 19  | Porto   | Benfica   | 1 - 1     | Joaquim Jorge (15)                                                                                                  | Augusto (31)                                               |
| 61  | 13/12/1964 | 9   | Benfica | Porto     | 4 - 0     | Augusto (12, 40), Eusébio (27, 51)                                                                                  |                                                            |
| 62  | 21/03/1965 | 22  | Porto   | Benfica   | 1 - 0     | Naftal (21) |                                                            |
| 63  | 26/09/1965 | 3   | Porto   | Benfica   | 2 - 0     | Naftal (32), Nóbrega (73)                                                                                           |                                                            |
| 64  | 23/01/1966 | 16  | Benfica | Porto     | 3 - 1     | Eusébio (rig. 12, 38), Torres (67)                                                                                  | António (52)                                               |
| 65  | 27/11/1966 | 8   | Benfica | Porto     | 3 - 0     | Eusébio (11, 64), Augusto (59)                                                                                      |                                                            |
| 66  | 02/04/1967 | 21  | Porto   | Benfica   | 1 - 1     | António (56) | Augusto (12)                                               |
| 67  | 07/01/1968 | 12  | Benfica | Porto     | 3 - 2     | Eusébio (rig. 20), Torres (23, 66)                                                                                  | Valdir (35, 60)                                            |
| 68  | 05/05/1968 | 25  | Porto   | Benfica   | 1 - 1     | Djalma (84) | Eusébio (86)                                               |
| 69  | 15/12/1968 | 12  | Porto   | Benfica   | 1 - 0     | C. Pinto (15) |                                                            |
| 70  | 20/04/1969 | 25  | Benfica | Porto     | 0 - 0     | |                                                            |
| 71  | 21/12/1969 | 12  | Benfica | Porto     | 2 - 0     | Simões (6), Eusébio (27)                                                                                            |                                                            |
| 72  | 12/04/1970 | 25  | Porto   | Benfica   | 1 - 2     | João (76) | Simões (6), Artur Jorge (24)                               |
| 73  | 18/10/1970 | 5   | Benfica | Porto     | 2 - 2     | Torres (6), Graça (67)                                                                                              | Lemos (60, 88)                                             |
| 74  | 31/01/1971 | 18  | Porto   | Benfica   | 4 - 0     | Lemos (20, 46, 54, 87)                                                                                              |                                                            |
| 75  | 12/09/1971 | 1   | Porto   | Benfica   | 1 - 3     | Abel (24) | Eusébio (49, 52), Artur Jorge (86)                         |
| 76  | 23/01/1972 | 16  | Benfica | Porto     | 1 - 0     | António Simões (60)                                                                                                 |                                                            |
| 77  | 05/11/1972 | 9   | Benfica | Porto     | 3 - 2     | Vítor Baptista (75), Graça (76), Coelho (90)                                                                        | Abel (21), Flávio (63)                                     |
| 78  | 01/04/1973 | 24  | Porto   | Benfica   | 2 - 2     | Heredia (26), Flávio (86)                                                                                           | Nené (15), Eusébio (57)                                    |
| 79  | 04/11/1973 | 8   | Benfica | Porto     | 2 - 1     | Eusébio (3), Nené (54)                                                                                              | Abel (69)                                                  |
| 80  | 10/03/1974 | 23  | Porto   | Benfica   | 2 - 1     | Abel (12), Cubillas (55)                                                                                            | Eusébio (33)                                               |
| 81  | 19/10/1974 | 7   | Benfica | Porto     | 0 - 1     | | Cubillas (rig. 15)                                         |
| 82  | 16/02/1975 | 22  | Porto   | Benfica   | 0 - 3     | | V. Martins (17), Moinhos (29), Toni (73)                   |
| 83  | 04/01/1976 | 15  | Porto   | Benfica   | 2 - 3     | F. Gomes (2), Carlos Simões (40)                                                                                    | V. Martins (7), Jordão (28, rig. 35)                       |
| 84  | 30/05/1976 | 30  | Benfica | Porto     | 2 - 3     | Toni (16), Vítor Baptista (33)                                                                                      | Ademir (51), Júlio (68, 88)                                |
| 85  | 16/01/1977 | 14  | Porto   | Benfica   | 0 - 1     | | Chalana (11)                                               |
| 86  | 22/05/1977 | 29  | Benfica | Porto     | 3 - 1     | Chalana (14), Pietra (53, 60)                                                                                       | Taí (71)                                                   |
| 87  | 15/01/1978 | 13  | Benfica | Porto     | 0 - 0     | |                                                            |
| 88  | 28/05/1978 | 28  | Porto   | Benfica   | 1 - 1     | Ademir (83) | Carlos Simões (aut. 3)                                     |
| 89  | 01/09/1978 | 2   | Porto   | Benfica   | 1 - 0     | J. Costa (57) |                                                            |
| 90  | 21/01/1979 | 17  | Benfica | Porto     | 1 - 1     | J. Alves (rig. 21)                                                                                                  | Duda (31)                                                  |
| 91  | 09/09/1979 | 3   | Benfica | Porto     | 0 - 0     | |                                                            |
| 92  | 10/02/1980 | 18  | Porto   | Benfica   | 2 - 1     | Reis (53), F. Gomes (73)                                                                                            | Nené (49)                                                  |
| 93  | 25/10/1980 | 8   | Porto   | Benfica   | 2 - 1     | Walsh (5), J. Costa (55)                                                                                            | Shéu (11)                                                  |
| 94  | 14/03/1981 | 23  | Benfica | Porto     | 1 - 0     | J. Alves (44) |                                                            |
| 95  | 22/08/1981 | 1   | Porto   | Benfica   | 2 - 1     | Romeu (55), Magalhães (59)                                                                                          | Filipović (87)                                             |
| 96  | 24/01/1982 | 16  | Benfica | Porto     | 3 - 1     | Nené (13, 72), Coelho (64)                                                                                          | Jacques (21)                                               |
| 97  | 14/11/1982 | 9   | Benfica | Porto     | 3 - 1     | Bastos Lopes (12), Veloso (35), Nené (85)                                                                           | Inácio (40)                                                |
| 98  | 20/03/1983 | 24  | Porto   | Benfica   | 0 - 0     | |                                                            |
| 99  | 09/10/1983 | 6   | Benfica | Porto     | 1 - 0     | Diamantino Miranda (62)                                                                                             |                                                            |
| 100 | 11/03/1984 | 21  | Porto   | Benfica   | 3 - 1     | Sousa (22), Walsh (56), António Oliveira (aut. 71)                                                                  | Nené (57)                                                  |
| 101 | 16/09/1984 | 3   | Porto   | Benfica   | 2 - 0     | F. Gomes (16, 18)                                                                                                   |                                                            |
| 102 | 27/01/1985 | 1   | Benfica | Porto     | 0 - 1     | | F. Gomes (70)                                              |
| 103 | 25/08/1986 | 1   | Porto   | Benfica   | 2 - 0     | Juary (4), F. Gomes (79)                                                                                            |                                                            |
| 104 | 05/01/1986 | 16  | Benfica | Porto     | 0 - 0     | |                                                            |
| 105 | 24/08/1986 | 1   | Porto   | Benfica   | 2 - 2     | F. Gomes (14), Juary (63)                                                                                           | R. Águas (54), Carlos (86)                                 |
| 106 | 04/01/1987 | 16  | Benfica | Porto     | 3 - 1     | R. Águas (2, 45, 51)                                                                                                | F. Gomes (15)                                              |
| 107 | 31/01/1988 | 19  | Benfica | Porto     | 1 - 1     | Diamantino Miranda (49)                                                                                             | Magalhães (18)                                             |
| 108 | 05/06/1988 | 38  | Porto   | Benfica   | 3 - 0     | Pacheco (52, rig. 80), Barros (87)                                                                                  |                                                            |
| 109 | 23/10/1988 | 10  | Benfica | Porto     | 0 - 0     | |                                                            |
| 110 | 12/03/1989 | 29  | Porto   | Benfica   | 0 - 0     | |                                                            |
| 111 | 22/10/1989 | 6   | Porto   | Benfica   | 1 - 0     | Demol (rig. 18) |                                                            |
| 112 | 11/03/1990 | 23  | Benfica | Porto     | 0 - 0     | |                                                            |
| 113 | 02/12/1990 | 15  | Benfica | Porto     | 2 - 2     | R. Gomes (11), R. Águas (68)                                                                                        | Domingos (57), Kostadinov (72)                             |
| 114 | 28/04/1991 | 34  | Porto   | Benfica   | 0 - 2     | | C. Brito (81, 85)                                          |
| 115 | 03/11/1991 | 10  | Porto   | Benfica   | 0 - 0     | |                                                            |
| 116 | 22/03/1992 | 27  | Benfica | Porto     | 2 - 3     | William (74), Yuran (85)                                                                                            | J. D. Pinto (64), Kostadinov (84), Timofte (89)            |
| 117 | 08/11/1992 | 11  | Porto   | Benfica   | 1 - 0     | Timofte (rig. 85)                                                                                                   |                                                            |
| 118 | 17/04/1993 | 28  | Benfica | Porto     | 0 - 0     | |                                                            |
| 119 | 22/08/1993 | 1   | Porto   | Benfica   | 3 - 3     | Vinha (8), P. Pereira (62, rig. 70)                                                                                 | Isaías (25, 63), R. Águas (27)                             |
| 120 | 06/02/1994 | 18  | Benfica | Porto     | 2 - 0     | Aílton (37), Rui Costa (55)                                                                                         |                                                            |
| 121 | 02/10/1994 | 6   | Benfica | Porto     | 1 - 1     | Isaías (89) | Yuran (66)                                                 |
| 122 | 05/03/1995 | 23  | Porto   | Benfica   | 2 - 1     | Zé Carlos (7), Drulović (75)                                                                                        | J. V. Pinto (38)                                           |
| 123 | 05/11/1995 | 10  | Porto   | Benfica   | 3 - 0     | Domingos (42, rig. 85), Lipcsei (88)                                                                                |                                                            |
| 124 | 23/03/1996 | 27  | Benfica | Porto     | 2 - 1     | Valdo (rig. 14), J. V. Pinto (52)                                                                                   | Emerson (51)                                               |
| 125 | 11/01/1997 | 15  | Benfica | Porto     | 1 - 2     | J. V. Pinto (50) | Jardel (24), J. Costa (57)                                 |
| 126 | 24/05/1997 | 32  | Porto   | Benfica   | 3 - 1     | Jardel (57, 62), J. Costa (76)                                                                                      | Valdo (rig. 71)                                            |
| 127 | 03/01/1998 | 15  | Porto   | Benfica   | 2 - 0     | Artur (56, 73) |                                                            |
| 128 | 02/05/1998 | 32  | Benfica | Porto     | 3 - 0     | Deane (16), Poborský (24), El Khalej (86)                                                                           |                                                            |
| 129 | 21/11/1998 | 12  | Porto   | Benfica   | 3 - 1     | Chaínho (18), Jardel (39, 54)                                                                                       | Kandaurov (57)                                             |
| 130 | 24/04/1999 | 29  | Porto   | Benfica   | 1 - 1     | Basto (48) | Zahovič (40)                                               |
| 131 | 20/11/1999 | 11  | Porto   | Benfica   | 2 - 0     | Capucho (4), Jardel (25)                                                                                            |                                                            |
| 132 | 01/04/2000 | 28  | Benfica | Porto     | 1 - 0     | Sabry (67) |                                                            |
| 133 | 19/08/2000 | 1   | Porto   | Benfica   | 2 - 0     | Alenichev (23), J. Costa (43)                                                                                       |                                                            |
| 134 | 21/01/2001 | 18  | Benfica | Porto     | 2 - 1     | Van Hooijdonk (rig. 26, 80)                                                                                         | Capucho (41)                                               |
| 135 | 15/09/2001 | 5   | Benfica | Porto     | 0 - 0     | |                                                            |
| 136 | 10/02/2002 | 22  | Porto   | Benfica   | 3 - 2     | Deco (42), Alenichev (49), Capucho (54)                                                                             | Simão (18), Mantorras (55)                                 |
| 137 | 20/10/2002 | 7   | Porto   | Benfica   | 2 - 1     | Bonfim (aut. 20), Deco (71)                                                                                         | Tiago (4)                                                  |
| 138 | 04/03/2003 | 24  | Benfica | Porto     | 0 - 1     | | Deco (36)                                                  |
| 139 | 21/09/2003 | 5   | Porto   | Benfica   | 2 - 0     | Derlei (30), Argel (aut. 52)                                                                                        |                                                            |
| 140 | 15/02/2004 | 22  | Benfica | Porto     | 1 - 1     | Simão (49) | Costinha (29)                                              |
| 141 | 17/10/2004 | 6   | Benfica | Porto     | 0 - 1     | | McCarthy (10)                                              |
| 142 | 28/02/2005 | 23  | Porto   | Benfica   | 1 - 1     | McCarthy (65) | Geovanni (75)                                              |
| 143 | 15/10/2005 | 7   | Porto   | Benfica   | 0 - 2     | | Nuno Gomes (55, 63)                                        |
| 144 | 26/02/2006 | 24  | Benfica | Porto     | 1 - 0     | Robert (39) |                                                            |
| 145 | 28/10/2006 | 8   | Porto   | Benfica   | 3 - 2     | López (11), Quaresma (21), Moraes (90)                                                                              | Katsouranis (62), Nuno Gomes (81)                          |
| 146 | 01/04/2007 | 23  | Benfica | Porto     | 1 - 1     | González (aut. 84)                                                                                                  | Pepe (41)                                                  |
| 147 | 01/12/2007 | 12  | Benfica | Porto     | 0 - 1     | | Quaresma (42)                                              |
| 148 | 20/04/2008 | 27  | Porto   | Benfica   | 2 - 0     | López (7, 80) |                                                            |
| 149 | 30/08/2008 | 2   | Benfica | Porto     | 1 - 1     | Cardozo (56) | González (rig. 10)                                         |
| 150 | 08/02/2009 | 17  | Porto   | Benfica   | 1 - 1     | González (rig. 72)                                                                                                  | Yebda (45)                                                 |
| 151 | 20/12/2009 | 14  | Benfica | Porto     | 1 - 0     | Saviola (23) |                                                            |
| 152 | 02/05/2010 | 29  | Porto   | Benfica   | 3 - 1     | B. Alves (42), Farías (59), Belluschi (82)                                                                          | Luisão (56)                                                |
| 153 | 07/11/2010 | 10  | Porto   | Benfica   | 5 - 0     | Varela (12), Falcao (25, 29), Hulk (rig. 81, 90)                                                                    |                                                            |
| 154 | 03/04/2011 | 25  | Benfica | Porto     | 1 - 2     | Saviola (rig. 17)                                                                                                   | Roberto (aut. 9), Hulk (rig. 26)                           |
| 155 | 23/09/2011 | 6   | Porto   | Benfica   | 2 - 2     | Kléber (37), Otamendi (50)                                                                                          | Cardozo (47), Gaitán (82)                                  |
| 156 | 02/03/2012 | 21  | Benfica | Porto     | 2 - 3     | Cardozo (42, 47) | Hulk (7), J. Rodríguez (64), Maicon (87)                   |
| 157 | 13/01/2013 | 14  | Benfica | Porto     | 2 - 2     | Matić (10), Gaitán (17)                                                                                             | Mangala (8), Martínez (15)                                 |
| 158 | 05/05/2013 | 29  | Porto   | Benfica   | 2 - 1     | M. Pereira (aut. 26), Kelvin (90)                                                                                   | Lima (19)                                                  |
| 159 | 12/01/2014 | 15  | Benfica | Porto     | 2 - 0     | Rodrigo (13), Garay (53)                                                                                            |                                                            |
| 160 | 10/05/2014 | 30  | Porto   | Benfica   | 2 - 1     | Ricardo (4), Martínez (rig. 39)                                                                                     | Pérez (rig. 26)                                            |
| 161 | 14/12/2014 | 13  | Porto   | Benfica   | 0 - 2     | | Lima (36, 56)                                              |
| 162 | 26/04/2015 | 30  | Benfica | Porto     | 0 - 0     | |                                                            |
| 163 | 20/09/2015 | 5   | Porto   | Benfica   | 1 - 0     | André (86) |                                                            |
| 164 | 12/02/2016 | 22  | Benfica | Porto     | 1 - 2     | Mitroglou (18) | Herrera (28), Aboubakar (65)                               |
| 165 | 06/11/2016 | 10  | Porto   | Benfica   | 1 - 1     | Diogo Jota (50) | Lisandro López (90)                                        |
| 166 | 01/04/2017 | 27  | Benfica | Porto     | 1 - 1     | Jonas (7) | Maxi Pereira (49)                                          |
| 167 | 01/12/2017 | 13  | Porto   | Benfica   | 0 - 0     | |                                                            |
| 168 | 15/04/2018 | 30  | Benfica | Porto     | 0 - 1     | | Herrera (90)                                               |
| 169 | 07/10/2018 | 7   | Benfica | Porto     | 1 - 0     | Seferović (62) |                                                            |
| 170 | 02/03/2019 | 24  | Porto   | Benfica   | 1 - 2     | Adrían (18) | João Félix (26), Rafa Silva (52)                           |
| 171 | 24/08/2019 | 3   | Benfica | Porto     | 0 - 2     | | Zé Luís (22), Marega (86)                                  |
| 172 | 08/02/2020 | 20  | Porto   | Benfica   | 3 - 2     | Oliveira (10), Telles (rig. 38), Dias (aut. 44)                                                                     | Carlos Vinícius (18, 50)                                   |
| 173 | 15/01/2021 | 14  | Porto   | Benfica   | 1 - 1     | Taremi (25) | Grimaldo (17)                                              |
| 174 | 06/05/2021 | 31  | Benfica | Porto     | 1 - 1     | Everton (23) | Uribe (75)                                                 |
| 175 | 30/12/2021 | 16  | Porto   | Benfica   | 3 - 1     | Fábio Vieira (34), Pepê (37), Taremi (68)                                                                           | Yaremchuk (46)                                             |
| 176 | 07/05/2022 | 33  | Benfica | Porto     | 0 - 1     | | Sanusi (90+4)                                              |
| 177 | 21/10/2022 | 10  | Porto   | Benfica   | 0 - 1     | | R. Silva (72)                                              |
| 178 | 07/04/2023 | 27  | Benfica | Porto     | 1 - 2     | D. Costa (aut. 10)                                                                                                  | Uribe (45), Taremi (54)                                    |
| 179 | 29/09/2023 | 7   | Benfica | Porto     | 1 - 0     | Di María (68) |                                                            |
| 180 | 03/03/2024 | 24  | Porto   | Benfica   | 5 - 0     | Galeno (20, 44), Wendell (55), Pepê (75), Namaso (90)                                                               |                                                            |

#### Testa a testa
| Giocate | Vittorie del Benfica | Pareggi | Vittorie del Porto | Gol del Benfica | Gol del Porto |
| ------- | -------------------- | ------- | ------------------ | --------------- | ------------- |
| 180     | 59                   | 49      | 72                 | 273             | 267           |

### Coppa
Le partite elencate di seguito riguardano la sola Taça de Portugal. La squadra indicata in grassetto è la squadra vincitrice. Il risultato fa riferimento al finale e al parziale dopo il primo tempo (tra parentesi). Nella colonna dei gol sono indicati il marcatore e il minuto della marcatura.
| #  | Data       | R.              | Casa    | Trasferta | Risultato   | Gol (casa)                                                                   | Gol (trasferta)                                  |
| -- | ---------- | --------------- | ------- | --------- | ----------- | ---------------------------------------------------------------------------- | ------------------------------------------------ |
| 1  | 11/06/1939 | SF (and.)       | Porto   | Benfica   | 6 - 1       | Carneiro (6), Costuras (16, 69), Pinga (46), Carlos Nunes (62, 81)           | A. Brito (22)                                    |
| 2  | 18/06/1939 | SF (rit.)       | Benfica | Porto     | 6 - 0       | Espírito Santo (26, 65), Valadas (55, 71), Barbosa (60), Rogério (68)        |                                                  |
| 3  | 18/05/1941 | QF (and.)       | Porto   | Benfica   | 4 - 3       | Carlos Nunes (27), Costuras (16, 69), Pinga (38, 50), Pratas (68)            | Semilhas (39), Valadas (46), Rodrigues (rig. 87) |
| 4  | 25/05/1941 | QF (rit.)       | Benfica | Porto     | 2 - 0       | Rodrigues (42), Ferreira (84)                                                |                                                  |
| 5  | 28/06/1953 | F               | Benfica | Porto     | 5 - 0       | Rogério (34), Arsénio (38, 68, 89), J. Águas (39)                            |                                                  |
| 6  | 15/06/1958 | F               | Porto   | Benfica   | 1 - 0       | Hernâni (52)                                                                 |                                                  |
| 7  | 19/06/1959 | F               | Benfica | Porto     | 1 - 0       | Cavém (1)                                                                    |                                                  |
| 8  | 25/03/1962 | 3 (and.)        | Porto   | Benfica   | 2 - 2       | Serafim (55), Veríssimo (85)                                                 | António Mendes (3), Santana (51)                 |
| 9  | 22/04/1962 | 3 (rit.)        | Benfica | Porto     | 3 - 1       | Simões (28, 50), Eusébio (38)                                                | António Mendes (3), Serafim (4)                  |
| 10 | 05/07/1964 | F               | Benfica | Porto     | 6 - 2       | Augusto (10, 12), Eusébio (rig. 30), Simões (48), Serafim (71), Torres (82)  | C. Pinto (17), Batista (70)                      |
| 11 | 27/09/1964 | 2 (and.)        | Benfica | Porto     | 4 - 1       | Augusto (13), Eusébio (rig. 15, 64), Torres (82)                             | Valdir (40)                                      |
| 12 | 04/10/1964 | 2 (rit.)        | Porto   | Benfica   | 1 - 1       | Carlos Baptista (25)                                                         | Eusébio (6)                                      |
| 13 | 02/06/1968 | SF (and.)       | Benfica | Porto     | 2 - 2       | Eusébio (11), Graça (56)                                                     | Djalma (44, 61)                                  |
| 14 | 09/06/1968 | SF (rit.)       | Porto   | Benfica   | 3 - 0       | Djalma (47, 70), Pavão (83)                                                  |                                                  |
| 15 | 09/03/1969 | 4               | Benfica | Porto     | 3 - 0       | Atraca (aut. 6), Eusébio (9, rig. 81)                                        |                                                  |
| 16 | 30/04/1972 | SF              | Benfica | Porto     | 6 - 0       | Vítor Baptista (23, 72), Artur Jorge (46), Nené (49, 57), Valdemar (aut. 70) |                                                  |
| 17 | 02/06/1974 | SF              | Porto   | Benfica   | 0 - 3       |                                                                              | Nené (19, 59), Eusébio (66)                      |
| 18 | 07/06/1980 | F               | Benfica | Porto     | 1 - 0       | César (36)                                                                   |                                                  |
| 19 | 06/06/1981 | F               | Benfica | Porto     | 3 - 1       | Nené (31, 55, 85)                                                            | Veloso (aut. 9)                                  |
| 20 | 14/03/1982 | QF              | Porto   | Benfica   | 0 - 1 (dts) |                                                                              | Nené (93)                                        |
| 21 | 21/08/1983 | F               | Porto   | Benfica   | 0 - 1       |                                                                              | Carlos Manuel (20)                               |
| 22 | 10/06/1985 | F               | Benfica | Porto     | 3 - 1       | Adelino Nunes (14), Manniche (33, rig. 47)                                   | Futre (rig. 67)                                  |
| 23 | 12/02/1986 | 5               | Benfica | Porto     | 2 - 1       | Manniche (rig. 55), R. Águas (70)                                            | Futre (50)                                       |
| 24 | 10/06/1988 | SF              | Porto   | Benfica   | 1 - 0       | Barros (86)                                                                  |                                                  |
| 25 | 17/04/1991 | QF              | Porto   | Benfica   | 2 - 1       | Domingos (45, 80)                                                            | R. Águas (30)                                    |
| 26 | 17/01/1993 | 6               | Porto   | Benfica   | 1 - 1 (dts) | Timofte (72)                                                                 | Mostovoi (88)                                    |
| 27 | 27/01/1993 | 6 (ripetizione) | Benfica | Porto     | 2 - 0       | Isaías (58), Yuran (rig. 85)                                                 |                                                  |
| 28 | 30/04/1997 | SF              | Benfica | Porto     | 2 - 0       | Valdir (28), Edgar (32)                                                      |                                                  |
| 29 | 17/01/2001 | 6               | Benfica | Porto     | 1 - 1 (dts) | Maniche (53)                                                                 | Marić (84)                                       |
| 30 | 23/01/2001 | 6 (ripetizione) | Porto   | Benfica   | 4 - 0       | Alenichev (10, rig. 67), Pena (28), Paredes (34)                             |                                                  |
| 31 | 16/05/2004 | F               | Porto   | Benfica   | 1 - 2 (dts) | Derlei (45)                                                                  | Fyssas (58), Simão (104)                         |
| 32 | 02/02/2011 | SF (and.)       | Porto   | Benfica   | 0 - 2       |                                                                              | Coentrão (6), García (26)                        |
| 33 | 20/04/2011 | SF (rit.)       | Benfica | Porto     | 1 - 3       | Cardozo (rig. 80)                                                            | Moutinho (64), Hulk (72), Falcao (74)            |
| 34 | 26/03/2014 | SF (and.)       | Porto   | Benfica   | 1 - 0       | Martínez (6)                                                                 |                                                  |
| 35 | 16/04/2014 | SF (rit.)       | Benfica | Porto     | 3 - 1       | Salvio (17), Pérez (rig. 58), A. Gomes (80)                                  | Varela (52)                                      |
| 36 | 01/08/2020 | F               | Benfica | Porto     | 1 - 2       | Carlos Vinícius (rig. 84)                                                    | C. Mbemba (47, 59)                               |
| 37 | 23/12/2021 | OF              | Porto   | Benfica   | 3 - 0       | Evanilson (1, 31), Vitinha (10)                                              |                                                  |

#### Testa a testa
| Giocate | Vittorie del Benfica | Pareggi | Vittorie del Porto | Gol del Benfica | Gol del Porto |
| ------- | -------------------- | ------- | ------------------ | --------------- | ------------- |
| 37      | 21                   | 5       | 11                 | 75              | 46            |

### Coppa di Lega
Le partite elencate di seguito riguardano la sola Taça da Liga. La squadra indicata in grassetto è la squadra vincitrice. Il risultato fa riferimento al finale e al parziale dopo il primo tempo (tra parentesi). Nella colonna dei gol sono indicati il marcatore e il minuto della marcatura.
| # | Data       | R. | Casa    | Trasferta | Risultato       | Gol (casa)                                | Gol (trasferta)                            |
| - | ---------- | -- | ------- | --------- | --------------- | ----------------------------------------- | ------------------------------------------ |
| 1 | 21/03/2010 | F  | Porto   | Benfica   | 0 - 3           |                                           | Amorim (10), C. Martins (45), Cardozo (90) |
| 2 | 20/03/2012 | SF | Benfica | Porto     | 3 - 2           | M. Pereira (4), Nolito (42), Cardozo (77) | González (8), Mangala (17)                 |
| 3 | 27/04/2014 | SF | Porto   | Benfica   | 0 - 0 (3-4 dtr) |                                           |                                            |
| 4 | 22/01/2019 | SF | Benfica | Porto     | 1 - 3           | Rafa Silva (36)                           | Brahimi (24), Marega (35), Fernando (86)   |

#### Testa a testa
| Giocate | Vittorie del Benfica | Pareggi | Vittorie del Porto | Gol del Benfica | Gol del Porto |
| ------- | -------------------- | ------- | ------------------ | --------------- | ------------- |
| 4       | 2                    | 1       | 1                  | 7               | 5             |

### Supercoppa
Le partite elencate di seguito riguardano la sola Supertaça Cândido de Oliveira. La squadra indicata in grassetto è la squadra vincitrice. Il risultato fa riferimento al finale e al parziale dopo il primo tempo (tra parentesi). Nella colonna dei gol sono indicati il marcatore e il minuto della marcatura.
| #  | Data       | R.                 | Casa    | Trasferta | Risultato             | Gol (casa)                               | Gol (trasferta)                                                   |
| -- | ---------- | ------------------ | ------- | --------- | --------------------- | ---------------------------------------- | ----------------------------------------------------------------- |
| 1  | 01/12/1981 | and.               | Benfica | Porto     | 2 - 0                 | Nené (7, 29)                             |                                                                   |
| 2  | 08/12/1981 | rit.               | Porto   | Benfica   | 4 - 1                 | Jacques (27, 65, 70), J. Costa (79)      | Jorge Gomes (58)                                                  |
| 3  | 08/12/1983 | and.               | Porto   | Benfica   | 0 - 0                 |                                          |                                                                   |
| 4  | 14/12/1983 | rit.               | Benfica | Porto     | 1 - 2                 | Manniche (12)                            | Frasco (20), Vermelhinho (64)                                     |
| 5  | 27/03/1985 | and.               | Benfica | Porto     | 1 - 0                 | Manniche (56)                            |                                                                   |
| 6  | 17/04/1985 | rit.               | Porto   | Benfica   | 1 - 0                 | Vermelhinho (87)                         |                                                                   |
| 7  | 16/05/1985 | ripetizione (and.) | Porto   | Benfica   | 3 - 0                 | Vermelhinho (5), Fernando Gomes (37, 88) |                                                                   |
| 8  | 30/05/1985 | ripetizione (rit.) | Benfica | Porto     | 0 - 1                 |                                          | Futre (30)                                                        |
| 9  | 20/11/1985 | and.               | Benfica | Porto     | 1 - 0                 |                                          | Diamantino Miranda (38)                                           |
| 10 | 04/12/1985 | rit.               | Porto   | Benfica   | 0 - 0                 |                                          |                                                                   |
| 11 | 19/11/1986 | and.               | Porto   | Benfica   | 1 - 1                 | Fernando Gomes (32)                      | Rui Pedro (2)                                                     |
| 12 | 26/11/1986 | rit.               | Benfica | Porto     | 2 - 4                 | Diamantino Miranda (67), Dito (88)       | Madjer (36), Futre (57, 70), Fernando Gomes (81)                  |
| 13 | 18/12/1991 | and.               | Benfica | Porto     | 2 - 1                 | Yuran (16), William (76)                 | Magalhães (61)                                                    |
| 14 | 29/01/1992 | rit.               | Porto   | Benfica   | 1 - 0                 | Timofte (67)                             |                                                                   |
| 15 | 09/09/1992 | ripetizione        | Benfica | Porto     | 1 - 1 (dts) (3-4 dtr) | Isaías (72)                              | J. D. Pinto (84)                                                  |
| 16 | 11/08/1993 | and.               | Benfica | Porto     | 1 - 0                 | R. Águas (84)                            |                                                                   |
| 17 | 15/08/1993 | rit.               | Porto   | Benfica   | 1 - 0                 | Vinha (84)                               |                                                                   |
| 18 | 17/08/1994 | ripetizione        | Benfica | Porto     | 2 - 2 (dts) (3-4 dtr) | Tavares (89), C. Brito (118)             | Domingos (85), Secretário (95)                                    |
| 19 | 24/08/1994 | and.               | Benfica | Porto     | 1 - 1                 | Paneira (75)                             | Rui Filipe (72)                                                   |
| 20 | 21/09/1994 | rit.               | Porto   | Benfica   | 0 - 0                 |                                          |                                                                   |
| 21 | 20/06/1995 | ripetizione        | Porto   | Benfica   | 1 - 0                 | Domingos (51)                            |                                                                   |
| 22 | 18/08/1996 | and.               | Porto   | Benfica   | 1 - 0                 | Domingos (42)                            |                                                                   |
| 23 | 18/09/1996 | rit.               | Benfica | Porto     | 0 - 5                 |                                          | Edmilson (3), Artur (43), J. Costa (46), Wetl (56), Drulović (85) |
| 24 | 20/08/2004 | F                  | Benfica | Porto     | 0 - 1                 |                                          | Quaresma (55)                                                     |
| 25 | 07/08/2010 | F                  | Benfica | Porto     | 0 - 2                 |                                          | Rolando (3), Falcao (67)                                          |
| 26 | 23/12/2020 | F                  | Porto   | Benfica   | 2 - 0                 | Oliveira (rig. 25), Díaz (90)            |                                                                   |
| 27 | 09/08/2023 | F                  | Benfica | Porto     | 2 – 0                 | Di María (61), Musa (68)                 |                                                                   |

#### Testa a testa
| Giocate | Vittorie del Benfica | Pareggi | Vittorie del Porto | Gol del Benfica | Gol del Porto |
| ------- | -------------------- | ------- | ------------------ | --------------- | ------------- |
| 27      | 6                    | 7       | 14                 | 18              | 35            |

### Campionato del Portogallo
Le partite elencate di seguito riguardano il solo Campeonato de Portugal. Il Campeonato de Portugal fu istituito nel 1922 e fu la principale competizione calcistica portoghese fino al 1938, quando si trasformò nell'attualeTaça de Portugal. La squadra indicata in grassetto è la squadra vincitrice. Il risultato fa riferimento al finale e al parziale dopo il primo tempo (tra parentesi). Nella colonna dei gol sono indicati il marcatore e il minuto della marcatura.
| # | Data       | R.        | Casa    | Trasferta | Risultato | Gol (casa)                                                                | Gol (trasferta)             |
| - | ---------- | --------- | ------- | --------- | --------- | ------------------------------------------------------------------------- | --------------------------- |
| 1 | 28/06/1931 | F         | Benfica | Porto     | 3 - 0     | V. Silva (37, 65), Dinis (44)                                             |                             |
| 2 | 19/06/1932 | SF (and.) | Benfica | Porto     | 1 - 2     | P. Silva (57)                                                             | Mesquita (43), Mota (49)    |
| 3 | 26/06/1932 | SF (rit.) | Porto   | Benfica   | 3 - 0     | Mota (30), Pinga (44), Mesquita (60)                                      |                             |
| 4 | 28/05/1933 | QF (and.) | Porto   | Benfica   | 8 - 0     | Mota (7, 29, 85), Mesquita (20, 65, 85), Carneiro (57), Carlos Nunes (80) |                             |
| 5 | 11/06/1933 | QF (rit.) | Benfica | Porto     | 4 - 2     | Dinis (30), Policarpo (31), Xavier (38), Pinho (55)                       | J. Pereira (3), Pinga (44)  |
| 6 | 29/05/1938 | QF (and.) | Porto   | Benfica   | 4 - 2     | Pinga (17), Carlos Nunes (20), Costuras (40, 51)                          | Rogério (18), E. Santo (21) |
| 7 | 05/06/1938 | QF (rit.) | Benfica | Porto     | 7 - 0     | Valadas (4), Domingos Lopes (17), Xavier (22, 28), E. Santo (25, 50, 55)  |                             |

#### Testa a testa
| Giocate | Vittorie del Benfica | Pareggi | Vittorie del Porto | Gol del Benfica | Gol del Porto |
| ------- | -------------------- | ------- | ------------------ | --------------- | ------------- |
| 7       | 3                    | 0       | 4                  | 17              | 19            |

### Partite tra le squadre riserve
Le squadre riserve denominate Benfica B e Porto B furono fondate entrambe alla fine degli anni '90 del XX secolo. Entrambe le compagini si sciolsero al termine della stagione agonistica 2005-2006, per poi ricomparire nel 2012, al fine di competere nella Segunda Liga 2012-2013, stagione in cui le due squadre si incontrarono per la prima volta.
Dati aggiornati al 3 luglio 2024.
| #  | Data       | R. | Casa      | Trasferta | Risultato | Gol (casa)                                        | Gol (trasferta)                                 |
| -- | ---------- | -- | --------- | --------- | --------- | ------------------------------------------------- | ----------------------------------------------- |
| 1  | 23/12/2012 | 19 | Porto B   | Benfica B | 2 - 2     | Dellatorre (12), Martins (15)                     | Dellatorre (aut. 22), Pimenta (35)              |
| 2  | 08/05/2013 | 40 | Benfica B | Porto B   | 1 - 1     | Rosado (47)                                       | Edú (69)                                        |
| 3  | 01/12/2013 | 18 | Benfica B | Porto B   | 3 - 1     | Vitória (43), Lolo (60), Costa (75)               | Silva (86)                                      |
| 4  | 19/04/2014 | 39 | Porto B   | Benfica B | 4 - 1     | L. Silva (30), Tozé (33, rig. 45+2), Moreira (43) | Lolo (40)                                       |
| 5  | 11/01/2015 | 22 | Benfica B | Porto B   | 3 - 2     | Guedes (rig. 13), Cardoso (57, 73)                | Ramos (36), Paciência (53)                      |
| 6  | 17/05/2015 | 45 | Porto B   | Benfica B | 0 - 3     |                                                   | Andrade (35), Pereira (51, 90+2)                |
| 7  | 19/12/2015 | 22 | Benfica B | Porto B   | 0 - 3     |                                                   | Soares (48), Díaz (49, 74)                      |
| 8  | 08/05/2016 | 45 | Porto B   | Benfica B | 3 - 1     | Verdasca (10), Graça (25), Dias (aut. 54)         | Dawidowicz (37)                                 |
| 9  | 04/12/2016 | 17 | Porto B   | Benfica B | 1 - 1     | Ramos (30)                                        | Gosta (82)                                      |
| 10 | 23/04/2017 | 38 | Benfica B | Porto B   | 2 - 1     | Tavares (55, 83)                                  | Galeno (7)                                      |
| 11 | 06/01/2018 | 19 | Porto B   | Benfica B | 3 - 1     | A. Pereira (17), D. Dalot (35), Galeno (rig. 84)  | N. Santos (90+3)                                |
| 12 | 12/05/2018 | 38 | Benfica B | Porto B   | 3 - 0     | O. John (24), G. Fernandes (46), Heriberto (90)   |                                                 |
| 13 | 05/01/2019 | 15 | Porto B   | Benfica B | 2 - 2     | M. Mouandilmadji (21), João Mário (48)            | J. Gomes (2), I. Šaponjić (90+2)                |
| 14 | 05/05/2019 | 32 | Benfica B | Porto B   | 1 - 1     | N. Santos (38)                                    | João Pedro (17)                                 |
| 15 | 18/01/2020 | 17 | Porto B   | Benfica B | 2 - 1     | F. Vieira (5), A. Sousa (59)                      | N. Santos (33)                                  |
| 16 | 25/01/2021 | 17 | Porto B   | Benfica B | 1 - 1     | Ndiaye (90+3)                                     | P. Bernardo (90+1)                              |
| 17 | 22/05/2021 | 34 | Benfica B | Porto B   | 2 - 1     | T. Gouveia (48), D. Mendes (72)                   | J. Mário (38)                                   |
| 18 | 10/01/2022 | 17 | Benfica B | Porto B   | 1 - 2     | L. Lopes (51)                                     | G. Borges (30), J. Peglow (90+3)                |
| 19 | 13/05/2022 | 34 | Porto B   | Benfica B | 2 - 3     | D. Loader (9, rig. 39)                            | J. Tavares (26), Duk (53), M. Nóbrega (58)      |
| 20 | 22/01/2023 | 17 | Benfica B | Porto B   | 2 - 2     | G. Sousa (66), H. Pereira (86)                    | J. Marcelo (52), B. Folha (88)                  |
| 21 | 27/05/2023 | 34 | Porto B   | Benfica B | 3 - 1     | B. Folha (38), J. Marcelo (52), R. Pinheiro (70)  | D. Moreira (90+3)                               |
| 22 | 14/01/2024 | 17 | Porto B   | Benfica B | 0 - 3     |                                                   | Gustavo Marques (39), Cauê (59), G. Varela (84) |
| 23 | 17/05/2024 | 34 | Benfica B | Porto B   | 5 - 2     |                                                   |                                                 |

#### Testa a testa
| Giocate | Vittorie del Benfica B | Pareggi | Vittorie del Porto B | Gol del Benfica B | Gol del Porto B |
| ------- | ---------------------- | ------- | -------------------- | ----------------- | --------------- |
| 23      | 9                      | 7       | 7                    | 43                | 379             |

#### Premier League International Cup
Dati aggiornati a 3 febbraio 2016.
| # | Data       | R. | Casa      | Trasferta | Risultato | Gol (casa) | Gol (trasferta) |
| - | ---------- | -- | --------- | --------- | --------- | ---------- | --------------- |
| 1 | 03/02/2016 | QF | Benfica B | Porto B   | 0 - 1     |            | Gleison (34)    |

## Testa a testa all-time
Dati aggiornati al 15 gennaio 2021.
Questa sezione non include risultati delle partite tra le squadre riserve né amichevoli.
| Vittorie del Benfica | 88  |
| Pareggi              | 61  |
| Vittorie del Porto   | 96  |
| Gol del Benfica      | 382 |
| Gol del Porto        | 355 |
| Partite totali       | 245 |

| Team    | Vittorie da ospitante | Pareggi da ospitante | Sconfitte da ospitante | Vittorie in campo neutro |
| ------- | --------------------- | -------------------- | ---------------------- | ------------------------ |
| Benfica | 65                    | 29                   | 23                     | 3                        |
| Porto   | 67                    | 30                   | 18                     | 5                        |

## Statistiche

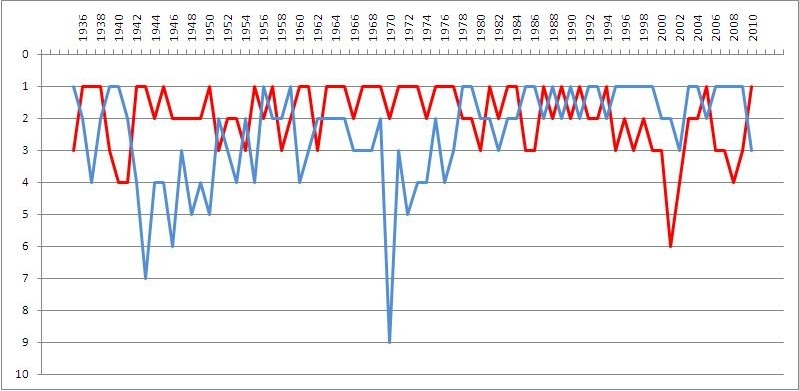
Diagramma che mostra i piazzamenti finali in campionato di Benfica (rosso) e Porto (blu) dal 1934-1935 al 2009-2010

- Vittoria più larga del Benfica in casa: Benfica 12-2 Porto (7 febbraio 1943)[10]
- Vittoria più larga del Benfica in trasferta: Porto 2-8 Benfica (28 maggio 1952, in the inauguration of Porto's Estádio das Antas)
- Maggior numero di vittorie consecutive del Benfica: 4 (12 novembre 1971 - 5 novembre 1972)[11]
- Maggior numero di partite consecutive senza sconfitte del Benfica: 7 (24 gennaio 1982 - 8 dicembre 1983)[11]
- Maggior numero di sconfitte consecutive del Benfica: 4 (10 febbraio 2002 - 21 settembre 2003)[11]
- Maggior numero di partite consecutive senza vittorie del Benfica: 9 (31 gennaio 1988 - 17 aprile 1991)[11]
- Vittoria più larga del Porto in casa: Porto 8-0 Benfica (28 maggio 1933)[12]
- Vittoria più larga del Porto in trasferta: Benfica 0-5 Porto (18 settembre 1996)[13]
- Maggior numero di vittorie consecutive del Porto: 4 (10 febbraio 2002 - 21 settembre 2003)[14]
- Maggior numero di partite consecutive senza sconfitte del Porto: 9 (31 gennaio 1988 - 17 aprile 1991)[14]
- Maggior numero di sconfitte consecutive del Porto: 4 (12 settembre 1971 - 5 novembre 1972)[14]
- Maggior numero di partite consecutive senza vittorie del Porto: 7 (24 gennaio 1982 - 8 dicembre 1983)[14]
- Risultato più frequente: 1-1 (15 volte)[11]

## Record individuali

### Presenze
Sono conteggiate solo le partite ufficiali.
| Posiz. | Nome               | Nazionalità           | Periodo             | Presenze | Ref    |
| ------ | ------------------ | --------------------- | ------------------- | -------- | ------ |
| 1      | Nené               | Portogallo (bandiera) | 1970-1985           | 30       | [ 15 ] |
| 2      | Mário Coluna       | Portogallo (bandiera) | 1954-1970           | 28       | [ 15 ] |
| 2      | Francisco Ferreira | Portogallo (bandiera) | 1936-1952           | 28       | [ 15 ] |
| 4      | Virgílio Mendes    | Portogallo (bandiera) | 1947-1963           | 27       | [ 15 ] |
| 5      | Vítor Baía         | Portogallo (bandiera) | 1988-1996 1999-2006 | 24       | [ 15 ] |
| 5      | Barrigana          | Portogallo (bandiera) | 1953-1955           | 24       | [ 15 ] |
| 5      | Humberto Coelho    | Portogallo (bandiera) | 1968-1975 1977-1984 | 24       | [ 15 ] |
| 5      | Eusébio            | Portogallo (bandiera) | 1962-1975           | 24       | [ 15 ] |
| 5      | João Pinto         | Portogallo (bandiera) | 1981-1997           | 24       | [ 15 ] |
| 5      | António Veloso     | Portogallo (bandiera) | 1980-1995           | 24       | [ 15 ] |

### Reti
| Posiz. | Nome              | Nazionalità           | Periodo   | Reti | Ref    |
| ------ | ----------------- | --------------------- | --------- | ---- | ------ |
| 1      | José Águas        | Portogallo (bandiera) | 1950-1961 | 17   | [ 16 ] |
| 2      | Eusébio           | Portogallo (bandiera) | 1962-1974 | 16   | [ 16 ] |
| 3      | Joaquim Teixeira  | Portogallo (bandiera) | 1938-1946 | 12   | [ 16 ] |
| 4      | Julinho           | Portogallo (bandiera) | 1942-1953 | 11   | [ 16 ] |
| 5      | Monteiro da Costa | Portogallo (bandiera) | 1949-1961 | 10   | [ 16 ] |

## Calciatori che hanno militato in entrambi i club
- Artur Augusto: Benfica 1915-21, 1923-25; Porto 1921-23
- Tavares Bastos: Benfica 1917-22; Porto 1922-24
- José Maria: Porto 1949-57; Benfica 1957-58
- Serafim Pereira: Porto 1960-63; Benfica 1963-67
- Abel Miglietti: Benfica 1968-70; Porto 1970-76
- Carlos Alhinho: Porto 1976; Benfica 1976-77, 1978-81
- Romeu: Benfica 1975-77; Porto 1979-83
- Eurico Gomes: Benfica 1975-79; Porto 1982-87
- Eduardo Luís: Benfica 1975-76; Porto 1982-89
- Rui Águas: Benfica 1985-88, 1990-94; Porto 1988-90
- Dito: Benfica 1986-88; Porto 1988-89
- Paulo Futre: Porto 1984-87; Benfica 1993
- Paulo Pereira: Porto 1988-94; Benfica 1994-96
- Sergei Yuran: Benfica 1991-94; Porto 1994-95
- Vasili Kulkov: Benfica 1991-94; Porto 1994-95
- Fernando Mendes: Benfica 1989-91, 1992-93; Porto 1996-99
- Pedro Henriques: Benfica 1993-97; Porto 1997-98
- Basarab Panduru: Benfica 1995-98; Porto 1998-99

- Sergej Ovčinnikov: Benfica 1998-99; Porto 2000-02
- Paulo Santos: Benfica 1993-94; Porto 2001-05
- Ljubinko Drulović: Porto 1994-2001; Benfica 2001-03
- João Manuel Pinto: Porto 1995-2001; Benfica 2001-03
- Zlatko Zahovič: Porto 1996-99; Benfica 2001-05
- Argel: Porto 1999; Benfica 2001-04
- Maniche: Benfica 1995-96, 1999-2002; Porto 2002-05
- Emílio Peixe: Porto 1997-2002; Benfica 2002-03
- Tiago Pereira: Benfica 1997-98; Porto 2002-04
- Miklós Fehér: Porto 1998-2002; Benfica 2002-04
- Edgaras Jankauskas: Benfica 2002 (prestito); Porto 2003-04
- Marco Ferreira: Porto 2003-04; Benfica 2006-07
- Tomo Šokota: Benfica 2001-05; Porto 2005-07
- Derlei: Porto 2002-05; Benfica 2007 (prestito)
- Cristian Rodríguez: Benfica 2007-08 (prestito); Porto 2008-12
- César Peixoto: Porto 2002-07; Benfica 2009-12
- Maxi Pereira: Benfica 2007-15; Porto 2015-2019

Sergei Yuran e Maxi Pereira sono gli unici due giocatori capaci di segnare con le maglie di entrambe le squadre nel Clássico.

## Allenatori che hanno guidato entrambi i club
- János Biri: Porto 1935-36; Benfica 1939-47
- Lippo Hertzka: Benfica 1936-39; Porto 1942-45
- Béla Guttmann: Porto 1958-59, 1973; Benfica 1959-62, 1965-66
- Otto Glória: Benfica 1954-59, 1968-70; Porto 1964-65
- Elek Schwartz: Benfica 1964-65; Porto 1969-70
- Fernando Riera: Benfica 1962-63; 1966-68; Porto 1972-73

- Tomislav Ivić: Porto 1988-89, 1993-94; Benfica 1992
- Artur Jorge: Porto 1984-87, 1988-91; Benfica 1994-95
- José Mourinho: Benfica 2000; Porto 2002-04
- Fernando Santos: Porto 1998-2001; Benfica 2006-07
- Jesualdo Ferreira: Benfica 2001-03; Porto 2006-10